# Adoretus sterbae
Adoretus sterbae är en skalbaggsart som beskrevs av Edmund Reitter 1909. Adoretus sterbae ingår i släktet Adoretus och familjen Rutelidae. Inga underarter finns listade i Catalogue of Life.